# Aloe vanbalenii
Aloe vanbalenii é uma espécie de liliopsida do gênero Aloe, pertencente à família Asphodelaceae.